# Lake Wilson (Minnesota)
Pour les articles homonymes, voir Lac Wilson (Alabama) et Wilson.
Lake Wilson est une ville américaine située dans le Comté de Murray, dans le Minnesota. Selon le recensement de 2010, sa population est de 251 habitants.